# San Marino op de Olympische Zomerspelen 1988
San Marino nam deel aan de Olympische Zomerspelen 1988 in Seoul, Zuid-Korea. Het was de zevende deelname van de ministaat.

## Deelnemers en resultaten

### Atletiek
| Olympiër        | Discipline | Resultaat | Prestatie               |
| --------------- | ---------- | --------- | ----------------------- |
| Dominique Canti | 100m (m)   | 89e       | serie 12: 7de in 11,11  |
| Manlio Molinari | 800m (m)   | 54e       | serie 4: 7de in 1.52,35 |

### Gewichtheffen
| Olympiër      | Discipline  | Resultaat | Prestatie                    |
| ------------- | ----------- | --------- | ---------------------------- |
| Paolo Casadei | -67,5kg (m) | DNF       | trekken: geen geldige poging |

### Judo
| Olympiër         | Discipline | Resultaat | Prestatie                                                                      |
| ---------------- | ---------- | --------- | ------------------------------------------------------------------------------ |
| Alberto Francini | -60kg (m)  | 20e       | 1ste ronde: W van YAR Koshrof: waza-ari 2de ronde: V van NED Berenstein: ippon |
| Leo Sarti        | -65kg (m)  | 20e       | 1ste ronde: vrij 2de ronde: V van PAR Céspedes: waza-ari                       |
| Franch Casadei   | -86kg (m)  | 19e       | 1ste ronde: vrij 2de ronde: V van HUN Gyáni: waza-ari                          |

### Schietsport
| Olympiër          | Discipline | Resultaat | Prestatie  |
| ----------------- | ---------- | --------- | ---------- |
| Gian Nicola Berti | trap       | 33e       | 140 punten |
| Alfredo Valentini | trap       | 33e       | 140 punten |

### Zeilen
| Olympiër       | Discipline     | Resultaat | Prestatie                              |
| -------------- | -------------- | --------- | -------------------------------------- |
| Giovanni Conti | Divisie II (m) | 42e       | 270,0 punten: (33-36-41-39-DNF-39-DNF) |

### Zwemmen
| Olympiër     | Discipline          | Resultaat | Prestatie                |
| ------------ | ------------------- | --------- | ------------------------ |
| Filippo Piva | 50m vrije slag (m)  | 66e       | serie 1: 4de in 26,96    |
| Michele Piva | 50m vrije slag (m)  | 63e       | serie 2: 6de in 26,60    |
| Filippo Piva | 100m vrije slag (m) | 71e       | serie 2: 6de in 58,39    |
| Michele Piva | 100m vrije slag (m) | 69e       | serie 2: 5de in 57,99    |
| Filippo Piva | 100m rugslag (m)    | 48e       | serie 1: 1ste in 1.07,63 |
| Michele Piva | 100m schoolslag (m) | 56e       | serie 1: 1ste in 1.13,94 |

Afghanistan · Algerije · Amerikaanse Maagdeneilanden · Amerikaans-Samoa · Andorra · Angola · Antigua en Barbuda · Argentinië · Aruba · Australië · Bahama’s · Bahrein · Bangladesh · Barbados · België · Belize · Benin · Bermuda · Bhutan · Birma · Bolivia · Bondsrepubliek Duitsland · Botswana · Brazilië · Britse Maagdeneilanden · Brunei · Bulgarije · Burkina Faso · Canada · Centraal-Afrikaanse Republiek · Chili · China · Chinees Taipei · Colombia · Congo-Brazzaville · Cookeilanden · Costa Rica · Cyprus · Denemarken · Djibouti · Dominicaanse Republiek · Duitse Democratische Republiek · Ecuador · Egypte · El Salvador · Equatoriaal-Guinea · Fiji · Filipijnen · Finland · Frankrijk · Gabon · Gambia · Ghana · Grenada · Griekenland · Groot-Brittannië · Guam · Guatemala · Guinee · Guyana · Haïti · Honduras · Hongarije · Hongkong · Ierland · IJsland · India · Indonesië · Irak · Iran · Israël · Italië · Ivoorkust · Jamaica · Japan · Joegoslavië · Jordanië · Kaaimaneilanden · Kameroen · Kenia · Koeweit · Laos · Lesotho · Libanon · Liberia · Libië · Liechtenstein · Luxemburg · Malawi · Malediven · Maleisië · Mali · Malta · Marokko · Mauritanië · Mauritius · Mexico · Monaco · Mongolië · Mozambique · Nederland · Nederlandse Antillen · Nepal · Nieuw-Zeeland · Niger · Nigeria · Noord-Jemen · Noorwegen · Oeganda · Oman · Oostenrijk · Pakistan · Panama · Papoea-Nieuw-Guinea · Paraguay · Peru · Polen · Portugal · Puerto Rico · Qatar · Roemenië · Rwanda · Saint Vincent en de Grenadines · Salomonseilanden · Samoa · San Marino · Saoedi-Arabië · Senegal · Sierra Leone · Singapore · Soedan · Somalië · Sovjet-Unie · Spanje · Sri Lanka · Suriname · Swaziland · Syrië · Tanzania · Thailand · Togo · Tonga · Trinidad en Tobago · Tsjaad · Tsjecho-Slowakije · Tunesië · Turkije · Uruguay · Vanuatu · Venezuela · Verenigde Arabische Emiraten · Verenigde Staten · Vietnam · Zaïre · Zambia · Zimbabwe · Zuid-Jemen · Zuid-Korea · Zweden · Zwitserland